# Fusil Tipo 4
El Tipo 4, mencionado frecuentemente como Tipo 5, (en japonés: 四式自動小銃 Yon-shiki Jidōshōju) fue un fusil semiautomático experimental japonés. Estaba basado en el M1 Garand estadounidense, con un cargador externo fijo de 10 cartuchos y calibrado para el cartucho japonés 7,70 x 58 Arisaka. Mientras el Garand era cargado mediante un peine en bloque, el cargador externo fijo del Tipo 4 se cargaba con dos peines de 5 cartuchos y el fusil también usaba un alza tangencial de estilo japonés. 
El Tipo 4 había sido desarrollado junto con otros fusiles semiautomáticos experimentales. Sin embargo, ninguno de ellos entró en servicio antes del final de la Segunda Guerra Mundial, sólo se fabricaron 250, y muchos otros nunca fueron ensamblados. Tuvo varios problemas de bloqueo y con el sistema de alimentación, lo que también retrasó su prueba.

## Historia
Japón había experimentado con fusiles semiautomáticos en la década de 1930, cuando la Armada Imperial Japonesa probó fusiles basados en el ZH-29 checoslovaco. Ninguno de ellos entró en servicio debido a los problemas hallados durante las pruebas.
Durante la Segunda Guerra Mundial, los soldados japoneses dependían de los fusiles de cerrojo. Sin embargo, las armas se estaban volviendo escasas y su principal oponente militar, los Estados Unidos, había reemplazado sus fusiles de cerrojo con modernos fusiles semiautomáticos. 
Al mismo tiempo, la Alemania nazi y la Unión Soviética también estaban desarrollando sus propios fusiles semiautomáticos, como el Gewehr 43 y el SVT-40, que les darían una gran ventaja en el campo de batalla. Incluso Italia desarrolló su propio fusil semiautomático, el Armaguerra Mod. 39. Esto presionó a Japón para encontrar una manera rápida de hacer frente a su desventaja militar. En lugar de diseñar e invertir en una nueva arma desde cero, optaron por copiar el M1 Garand estadounidense.
Inicialmente, los japoneses experimentaron con el recalibrado de fusiles M1 capturados, ya que el cartucho japonés de 7,70 mm es dimensionalmente similar al .30-06 Springfield. Encontraron que mientras el Garand podía cargar, disparar y recargar el cartucho de 7,70 mm, el sistema de peine en bloque era incompatible con el cartucho y no se alimentaba de forma fiable. En su lugar, los diseñadores japoneses aplicaron ingeniería inversa al M1 y descartaron el peine en bloque, reemplazándolo con un cargador externo fijo de 10 cartuchos, cargado por dos peines de 5 cartuchos del Arisaka Tipo 99.
Japón había desarrollado anteriormente fusiles semiautomáticos, tales como el Tipo Hei, el Tipo Kō y el Tipo Otsu, pero ninguno de ellos había sido considerado exitoso o de calidad confiable. El trabajo de diseño del Tipo 4 comenzó en 1944. 
El fusil Tipo 4 estaba destinado a ser producido en masa en 1945. Sin embargo, la derrota japonesa en la guerra en agosto detuvo su fabricación. En ese momento, sólo se completaron 125 fusiles de los 250 que había en el taller. Veinte de ellos fueron capturados por los aliados en el Arsenal Naval de Yokosuka en Honshu después del final de la guerra.
Un ejemplar de este fusil se exhibe en el Museo Nacional de Armas de Fuego, en Fairfax, Virginia.

## Variantes
Se produjeron las siguientes variantes del Tipo 4:
- Primera Variante
- Segunda Variante
- Tercera Variante
- Modelo de preproducción
- Modelo de serie